# A las armas (película)
A las armas es una película chilena muda, en blanco y negro de 1927 dirigida por Nicanor de la Sotta.

## Reparto
- María Llopart
- Ester López
- Venturita López
- Nicanor de la Sotta
- Paco Ramiro
- Pierrette Fiori
- Juan Cerecer
- Arturo Gonzalvez